# Karl Friedrich Wilhelm Lüdke

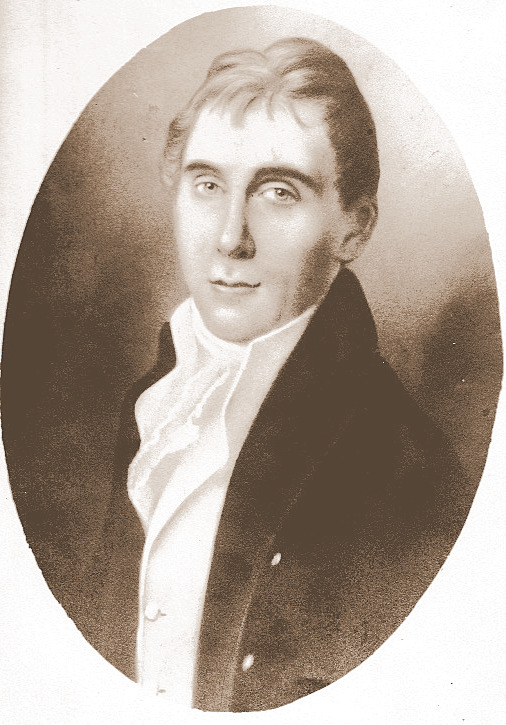
Karl Friedrich Wilhelm Lüdke, Porträt eines unbekannten Künstlers

Karl Friedrich Wilhelm Lüdke (* 17. Juni 1778 in Berlin; † 2. November 1834 in Altlandsberg), auch Lüdecke, Lüdcke oder Lütke, war ein deutscher Landwirt, königlich preußischer Oberamtmann, Pächter des Rittergutes Brunn bei Neustadt an der Dosse, Eigentümer des Rittergutes Waldow bei Lübben im Spreewald sowie danach Pächter der Staatsdomäne in Altlandsberg nordöstlich von Berlin.

## Abstammung
Lüdke war der zweitälteste Sohn des Theologen, Schriftstellers und Diakons an der Nikolaikirche in Berlin Friedrich Germanus Lüdke (1730–1792) und seiner Ehefrau Elisabeth Charlotta Weissenberg, die er 1763 geheiratet hatte und die vor 1791 verstarb.
Direkte Vorfahren sind der Havelsberger Domherr Matthäus Ludecus und der kurfürstlich brandenburgischen Kanzler Johann Weinlob.

## Jugend, Schulzeit und Berufsausbildung
Als sein Vater 1792 verstarb, wurde Lüdke mit seinen fünf weiteren minderjährigen Geschwistern Vollwaise. Aufgrund seiner späteren beruflichen Tätigkeit muss man wohl annehmen, dass er eine landwirtschaftliche Ausbildung durchlaufen hat.

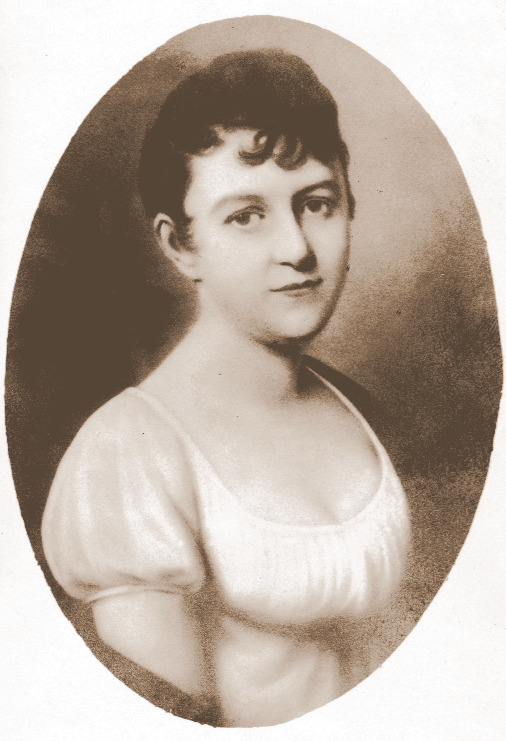
Eleonore Piefke, Porträt eines unbekannten Künstlers

## Familie
Im Jahre 1804, also im Alter von 26 Jahren, heiratete er in Bechlin, einem Wohnplatz der Stadt Neuruppin im jetzigen Landkreis Ostprignitz-Ruppin, Louise Sophie Seger, die Tochter dortigen Pfarrers Johann Christoph Samuel Seger. Aus der Ehe ging Louise Wilhelmine Luedtke, geb. am 9. Oktober 1805 in Brunn, hervor. Die Ehefrau und Mutter verstarb schon am 13. Oktober 1805 in Brunn. In dem Sterbeeintrag wird der Ehemann (Ludken) als königlicher Amtmann bezeichnet.
Nach dem Tod seiner ersten Ehefrau heiratete er 1806 in Stettin Eleonore Juliane Piefke (1788–1838). Sie war die Tochter des Kaufmanns Johann Tobias Pief(c)ke und seiner Ehefrau Carolina Henrietta Tielebein, der Tochter des Stettiner Kaufmanns und Reeders Gotthilf Friedrich Tilebein, mit dessen Sohn Carl Gotthilf Tilebein Johann Tobias Pief(c)ke das Handelsgeschäft ab 1787 weiterführte. Die Ehefrau des Carl Gotthilf, die Salonnière Sophie Auguste Tilebein unterstützte später großzügig die kinderreiche Familie ihrer Schwägerin Eleonore Juliane Lüdke geb. Piefke, die auch „Laura“ genannt wurde.
Lüdke hatte sieben Söhne und sechs Töchter.

## Beruflicher Werdegang

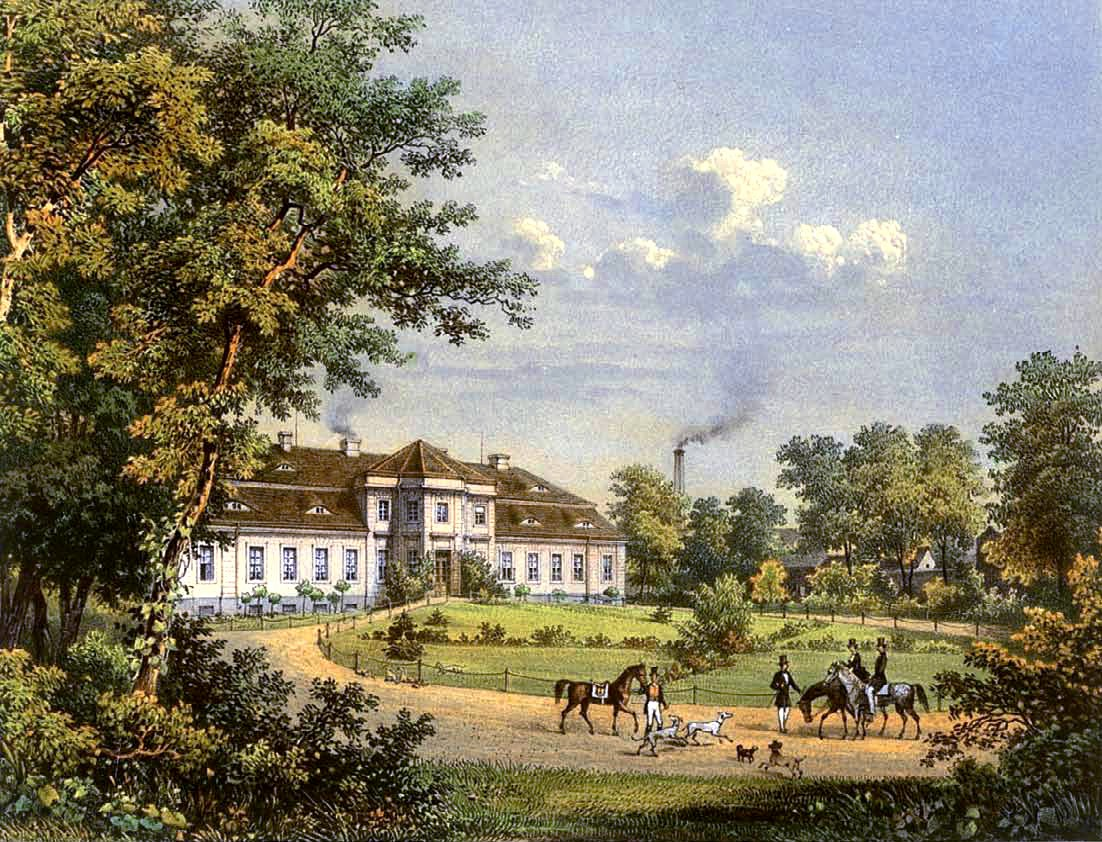
Rittergut Brunn um 1860, Sammlung Alexander Duncker

Seine berufliche Tätigkeit begann er in Brunn bei Neustadt/Dosse. In dem vorgenannten Sterbeeintrag der ersten Ehefrau von 1805 wird der Ehemann (Ludken) als königlicher Amtmann bezeichnet. Lüdke war Pächter des Rittergutes Brunn, das in der jetzigen Gemeinde Wusterhausen/Dosse liegt. Dieses Gut gehörte dem Generalleutnant Friedrich Gisbert Wilhelm von Romberg (1729–1809) und danach seinem Sohn Oberst Conrad von Romberg (1783–1833), deren Familien zwar im Schloss wohnten. Das Gut war aber verpachtet, weil die Eigentümer Offiziere waren.
Aus dem Kirchenbuch der Gemeinde Brunn ist ersichtlich, dass in Brunn während der zweiten Ehe insgesamt sieben Kinder in der Zeit von 1807 bis 1817 geboren wurden.
Im Herbst 1806 besetzten französische Truppen unter Napoleon Bonaparte Preußen. Die Besetzung dauerte bis 1812. Während dieser Zeit war Lüdke als Pächter in Brunn tätig. In einer amtlichen Bekanntmachung wird er als Amtmann Lüdecke zu Brunn bezeichnet. Er hatte sich an einer Spende für die kranken und verwundeten vaterländischen Krieger an die Provinzial-Lazarett-Kasse beteiligt.
In den Jahren 1819 und 1821 wurden die Kinder Rudolph Hermann Luetke und Emma Rosalie Luedke in der Paul-Gerhardt-Kirche in Lübben im jetzigen Landkreis Dahme-Spreewald in der Niederlausitz getauft. Sie waren offensichtlich in Waldow bei Lübben, das 1815 preußisch geworden war, geboren. Dort war Lüdke zu diesem Zeitpunkt als „Amtmann auf Waldow“ tätig.
Lüdke hatte das Rittergut Waldow nach der Geburt seines noch 1817 in Brunn geborenen Sohnes Julius Heinrich Lüdke erworben und war auch als Amtmann auf Waldow tätig. In der Bekanntmachung wird er zwar als „Amtmann auf Waldau“ bezeichnet. Hier handelt es sich aber offensichtlich um den Ort „Waldow“, da sich dieser Ort in der Nähe von Lübben befindet. Das Gut wird beschrieben in dem Buch von Houwald. In dem Buch wird Lüdke als Eigentümer genannt.
Das Gut hat Lüdke dann wegen der Übernahme der Pacht der Staatsdomäne in Altlandsberg schon nach kurzer Zeit im Jahre 1822 an den Grafen Joaquim José Lobo da Silveira aus dem Adelsgeschlecht Oriola verkauft.
Es handelte sich dabei um Joaquim von Oriola, der als portugiesischer Gesandter am Preußischen Hof tätig war, sich dann in Preußen einbürgern ließ und am 6. Juni 1822 vom preußischen König das Patent für den preußischen Grafenstand erhalten hatte.

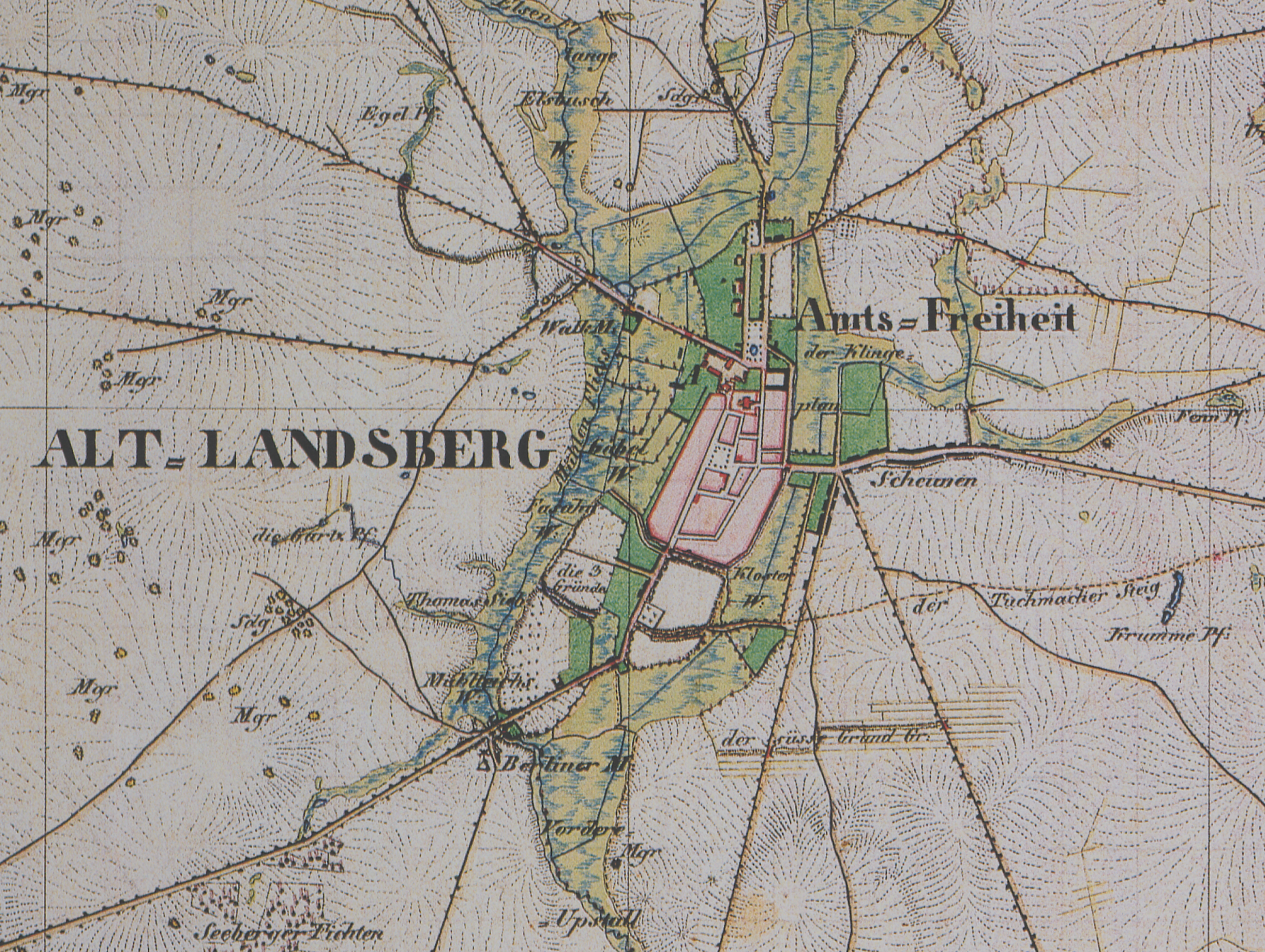
Altlandsberg auf dem Urmesstischblatt 3448 Altlandsberg von 1839. Das Amtsgebäude nördlich dem eigentlichen Stadtkern ist mit A bezeichnet.

Ab dem Jahre 1823 übernahm Lüdke durch Zession von dem Oberamtmann Lucke das Generalpachtverhältnis bezüglich des zum Amte Alt-Landsberg gehörigen Königlich-Domänen-Vorwerks Alt-Landsberg mit den unmittelbar daran grenzenden Neben-Vorwerken Wolfshagen und Neu-Werk nebst einer Brau- und Brennerei und mehreren Familienwohnungen. Der Domänenpächter hatte 2615 M Acker, 45 M Gärten und Weiden, 260 M Wiesen und 56 M Holzung, zusammen 2977 M zur Benutzung. Dieser Zession wurde „höheren Orts“ zugestimmt mit der Maßgabe, dass Lüdke zum „Rent- und Polizeibeamten und zum Rendanten der Gerichtsdepositorii“ bestellt wurde In der Bekanntmachung wurde Lüdke als „vormaliger Gutsbesitzer“ bezeichnet.
Im Jahre 1833 machte die Königliche Regierung bekannt, dass die Domäne Alt-Landsberg verkauft werden sollte. Diese Veräußerung fand aber nicht statt. Am 27. Februar 1833 wurde bekannt gemacht, dass im Wege der Submission die Domäne verpachtet werden sollte.
Lüdke schloss den Pachtvertrag für die Zeit von 1833 bis 1863 ab. Für den Neuabschluss war wohl maßgebend, dass Lüdke „die Domänengrundstücke auf eine vorzügliche, zuvor noch nicht dagewesene Stufe der Cultur und Ertragsfähigkeit erhoben“ hat.
Lüdke verstarb schon 1834 und wurde in einem Erbbegräbnis beigesetzt. Aufgrund eines Ministerial-Rescripts vom 10. Oktober 1835 wurde der Witwe unter Beistand ihres ältesten Sohnes Gustav Germanus Lüdke das Pachtobjekt überlassen; doch wurde im Jahre 1836 mit beiden ein besonderer Kontrakt für die bezeichnete Zeit geschlossen. Nach dem Tode der Mutter im Jahre 1838 hat ihr genannter Sohn Gustav Lüdke das Amt bis 1863 allein ausgeübt. In der Zeit zwischen dem Tod beider Ehegatten wurden die beiden Pächter „Lüdckesche Erben“ genannt.

## Nachkommen (Auswahl)
- Der älteste Sohn war Gustav Germanus Lüdke (Luedke) (1803–1894). Ab 1838 war er Generalpächter des Königlich-Domänen-Vorwerks Alt-Landsberg. Nach Beendigung des Pachtverhältnisses im Jahre 1863 war er von 1868 bis 1878 als Amtsrat Besitzer des Rittergutes in Ober-Schönfeld bei Bunzlau in Schlesien. Das Gut besaß eine Brennerei und 1221 Morgen Land.[20][21]
- Der Sohn Julius Heinrich Lüdke (Luedke) (1817–1892) war nach Schlesien etwa im Jahre 1842 ausgewandert und übernahm die Verwaltung des Gutes des Grafen Franz von Zawadzki in Ponischowitz bei Gleiwitz.[22] Nachdem seine Ehefrau Ottilie Heinze 1852 verstorben war, heiratete er 1854 Anna Euphemia Gemander (1826–1908), die Schwester des späteren Rittergutsbesitzers und Amtmanns Anton Gemander (1822–1889), mit dem er das Karl Godulla gehörende Gut Bujakow im Kreis Beuthen seit 1851 bewirtschaftete. Der Schwager war Generalbevollmächtigter des Zinkkönigs und Wirtschaftsführers in Oberschlesien Karl Godulla (1781–1848). Im Jahre 1873 wird der „Direktor“ Lüdke als Bevollmächtigter des Gutes Bujakow, das eine Größe vom 3096 Morgen hatte, genannt. Es gehörte damals der Gräfin von Schaffgotsch geb. Schomberg-Godulla, der Erbin des Karl Godulla.[23]
- Die Tochter Albertine Juliane Luedke (Bertha)[24] (1807–1838) heiratete 1837 den Prediger Karl August Friedrich Wilmsen (18051883), den Sohn des reformierten Predigers in Berlin Friedrich Philipp Wilmsen. Die beiden hatten sich bei den häufigen Besuchen des jungen Wilmsen bei seinem Onkel, dem Pfarrer an der Schlosskirche in Altlandsberg Leopold Lebrecht Hanckwitz[25] (1793–1811), und seiner Ehefrau Karoline Sophie Dorothea Wilmsen, einer Schwester seines Vaters, kennengelernt hatte.[26] Bei den Besuchen hatte Wilmsen auch die Familie des Oberamtmanns Lüdke kennengelernt. Ein Jahr nach der Hochzeit verstarb Bertha kinderlos.
- Die Tochter Amalie Eleonore Luedke (Laura) (1810–1882)[27] war zunächst mit dem Prediger Ebert aus Templin verheiratet, der im Jahre 1835 im Alter von 37 Jahren verstorben ist.[28] Im Jahre 1840 heiratete Wilmsen seine Schwägerin Laura. Von 1849 bis 1883 war Wimsen Pfarrer an der reformierten Schloßkirche in Crossen an der Oder.[29][30] Aus der Ehe sind ein Sohn und 2 Töchter hervorgegangen.
- Die Tochter Teodora Clara (Alexia) Luedke (1813–vor 1876)[31] heiratete vor 1740 den Prediger Gottfried Ferdinand Wilhelm Thiele in Kuhz in der jetzigen Gemeinde Boitzenburger Land, der später auch in Berlin tätig war.[32] Im Jahre 1839 wurde er nach dem Studium zunächst zum Prediger in Kuhz in der Superintendentur Prenzlau I bestellt[33]. 1840 wurde die Kirche zu Kuhz von dem Prediger Thiele und der dortigen Gemeinde mit einem vergoldeten neusilbernen Abendmahlskelch beschenkt[34]. Danach erhielt er im Jahre 1849 das Amt als Prediger in Bertikow mit Seelübbe und Weselitz in der Superintendentur Gramzow[35].
- Die Tochter  Emilie Auguste Luedke (1814–1865)[36] heiratete 1842 den Oberförster zu Rüdersbusch Friedrich Wilhelm Stahl[37], der insbesondere durch seine Abhandlungen noch immer ein hohes Ansehen in der Forstwirtschaft genießt.[38][39] Aus der Ehe stammten 8 Kinder. Davon hatte der älteste Sohn Hermann Stahl seine Studien als Forstmann schon beendet, die er 1863 in Neustadt-Ebersfelde begonnen hatte. Er war später Oberförster in Karlsbrunn im ehemaligen Regierungsbezirk Trier[40]

## Stammbaum
Es wird auf den Stammbaum von Florian Seiffert verwiesen.